# 米沙沃卡 (印第安納州)
米沙沃卡（英語：Mishawaka）是一個位於美國印地安納州聖約瑟夫縣的城市。

## 人口
根據2010年美國人口普查的數據，米沙沃卡的面積為97.60平方千米，當中陸地面積為91.81平方千米，而水域面積為5.79平方千米。當地共有人口48,252人，而人口密度為每平方千米494.39人。